# Canton de Strasbourg-Est
Le canton de Strasbourg-Est est un ancien canton français situé dans le département du Bas-Rhin.

## Histoire
Le canton de Strasbourg-Est est créé en 1833. 
De 1871 à 1919, il disparait alors que l'Alsace fait partie de l'Empire allemand.
Il est supprimé en 1962, lors du redécoupage de la ville en huit cantons.

## Représentation

### Conseillers généraux de 1833 à 1962
| Période | Période          | Identité                             | Étiquette                              | Qualité                                                                                        |
| ------- | ---------------- | ------------------------------------ | -------------------------------------- | ---------------------------------------------------------------------------------------------- |
| 1833    | 1847 (décès)     | François Charles Sauvage             |                                        | Négociant, membre du Tribunal de commerce de Strasbourg                                        |
| 1848    | 1852             | Louis Édouard Gérard                 |                                        | Président du Tribunal civil de Strasbourg                                                      |
| 1852    | 1861             | Désiré François Alexandre Chastelain |                                        | Notaire, maire de Strasbourg (1851-1842)                                                       |
| 1861    | 1867             | Eugène Reibell                       |                                        | Général de division                                                                            |
| 1867    | 1871             | Théodore Humann                      | Centre gauche                          | Maire de Strasbourg (1864-1870) Député (1846-1848)                                             |
| 1871    | 1919             | occupation allemande                 |                                        |                                                                                                |
| 1919    | 1925             | Michel Heysch (1861-1940)            | SFIO puis PC-SFIC                      | Chef d'atelier Conseiller municipal de Strasbourg                                              |
| 1925    | 1931             | Georges Weill                        | SFIO                                   | Journaliste à Strasbourg                                                                       |
| 1931    | 1937             | Charles Roos                         | Autonomiste (Unabhängige Landespartei) | Journaliste à Strasbourg                                                                       |
| 1937    | 1940             | Marcel-Edmond Naegelen               | SFIO                                   | Professeur d'Ecole normale d'instituteurs Adjoint au Maire de Strasbourg                       |
|         |                  |                                      |                                        |                                                                                                |
| 1945    | 1948 (démission) | Marcel-Edmond Naegelen               | SFIO                                   | Député (1945-1958) Ancien Adjoint au Maire de Strasbourg Nommé Gouverneur Général de l'Algérie |
| 1948    | 1955             | Charles Scheydecker (1890-1971)      | RPF puis DVD                           | Ingénieur Conseiller municipal de Strasbourg                                                   |
| 1955    | 1962             | Georges Spitz                        | MRP                                    | Avocat à Strasbourg                                                                            |

### Conseillers d'arrondissement (de 1833 à 1871 et de 1919 à 1940)
| Période                                  | Période      | Identité                                    | Étiquette                  | Qualité |
| ---------------------------------------- | ------------ | ------------------------------------------- | -------------------------- | --- |
| 1833                                     | 1839         | Antoine François Thomas Lacombe (1774-1840) |                            | Notaire royal, adjoint au maire de Strasbourg (maire de 1835 à 1837)                                        |
|                                          |              |                                             |                            | |
| 1928                                     | 1940 (décès) | Michel Heysch                               | PC-SFIC puis PC-SFIC diss. | Ébéniste, conseiller municipal de Strasbourg, ancien conseiller général                                     |
| 1940                                     |              |                                             |                            | Les conseils d'arrondissement ont été suspendus par la loi du 12 octobre 1940 et n'ont jamais été réactivés |
| Les données manquantes sont à compléter. |              |                                             |                            | |